# Stazione di Weissbad
La stazione di Weissbad (in tedesco Bahnhof Weissbad) è una stazione ferroviaria nell'ex distretto svizzero di Schwende, ora appartenente al distretto di Schwende-Rüte, sulla ferrovia del Säntis (Appenzello - Wasserauen).

## Storia
La stazione fu attivata il 13 luglio 1912, in occasione dell'apertura della tratta attualmente in esercizio (Appenzello - Wasserauen) della ferrovia del Säntis.

## Strutture e impianti
La stazione dispone di 2 binari dotati di marciapiede per il servizio passeggeri. È dotata di un classico fabbricato viaggiatori.

## Movimento
La stazione è servita da treni a cadenza semioraria sulla linea S23 della rete celere di San Gallo (relazione Gossau - Wasserauen).

## Servizi
Nella stazione sono presenti:
- Biglietteria automatica
- Sala d'attesa
- Servizi igienici

Inoltre, è presente un parcheggio di interscambio.

## Interscambi
- Fermata autobus (linea serale B23 e bus per Brülisau, da cui è presente la funivia per l'Hoher Kasten)[3][4]